# Magnox

Magnoxreaktorn är en typ av kärnkraftsreaktor utvecklad i England. 

## Historia
Den första Magnoxreaktorn byggdes i Calder Hall och togs i drift 27 augusti 1956. Magnox-reaktorerna var konstruerade för att samtidigt kunna producera el samt plutonium av vapenkvalitet, men efter 1964 överfördes produktion av vapenplutonium till andra anläggningar vid Windscale.
Calder Hall blev en av de första elproducerande kärnkraftsreaktorerna i världen, och hade en eleffekt om 4*50 MW. Senare verk fick allt högre effekt, där den sist byggda Wylfa hade den högsta effekten på 2*490 MW. Totalt byggdes 26 stycken reaktorer av denna typ fram till 1971. De flesta av reaktorerna är byggda i en parkonfiguration med dubbla reaktorer och delade ångturbinsystem.

## Magnox idag
Storbritannien har idag (2019) inga Magnox-reaktorer i drift. De sista som var i drift var reaktorerna i Wylfa som togs i drift 1971/1972 och där Wylfa-2 stängdes den 25 april 2012, och Wylfa-1 stängdes i december 2015.
De stängda reaktorerna har successivt tömts på bränsle, och den 19 september 2019 flyttades det sista Magnox-bränslet från de sist stängda reaktorerna i Wylfa till upparbetningsanläggningen Sellafield. I och med att reaktorerna tömts på bränsle har cirka 99 procent av radioaktiviteten förts bort och cirka 1 procent är kvar i reaktorerna.

### Stråldoser vid rivning
En stor del av radioaktiviteten finns i den grafit som är en del av reaktorns moderator, där de tidiga reaktorerna hade cirka 1 000 ton/reaktor, medan den senaste och största reaktorn (Wylfa) hade över 5 000 ton/reaktor. Denna aktivitet består av olika isotoper med olika halveringstider, men i närtid efter att reaktorn stängts av så är Kobolt-60 en dominerande strålkälla. Då denna har en halveringstid på cirka 5 år kommer stråldosen från kobolt efter till exempel 10 halveringstider (50 år) vara en tusendel av den ursprungliga.
Sammantaget anges en typisk stråldos vid vistelse nära grafiten inledningsvis vara cirka 10 mSv/h, som sedan minskar till 1 mSv/h efter 20 år, 0,1 mSv/h efter 40 år och 0,001 mSv/h efter 80 år. Detta kan jämföras med högsta tillåten dos vid radiologiskt arbete som inom EU är 20 mSv/år. Detta innebär att arbete i omedelbar närhet av grafiten kort efter nedstängning ger tillåten årsdos på 2 timmar, medan en efter 80 år kan arbeta heltid (2000 h/år) och ändå inte få mer än 2 mSv/år. Genom olika studier och överväganden har det bedömts vara fördelaktigt att först göra en enklare sanering och sortering, och sedan vänta i cirka 60 år för att då, i en betydlig mer gynnsam strålmiljö, göra slutlig rivning.

### Översiktlig avvecklingsprocess
Efter att ha tömts på bränsle vidtar en lång avvecklingsprocess med följande översiktliga moment på varje anläggningsplats:
- Vissa byggnader rivs. Aktivitet tas om hand för förvaring i reaktorbyggnad
- Reaktorbyggnaderna förstärks med vädertåliga ytskikt
- Låg- och medelaktivt avfall placeras i reaktorbyggnaderna
- Reaktorbyggnaderna försluts och påbörjar fasen "Care and maintenance"
- Efter cirka 65 år, när radioaktiviteten minskat betydligt, görs slutlig rivning

I november 2018 övergick anläggningen Bradwell som första anläggning till fasen "Care and maintenance", och planeras att rivas slutgiltigt mellan 2083 och 2092.
Benämningen "Care and maintenance" har senare bytt namn till "Deferral period". Den planerade processen för avveckling har genomgått och kommer att genomgå vissa förändringar baserat på lokala förutsättningar och erfarenheter från genomförda avvecklingsaktiviteter.
| Station           | Typ    | Netto- effekt | Bygg- start | Första anslutn. till nät | Start kommer- siell drift | Stoppad    | Deferral period (Tidigare benämnt Care and maintenance) | Slutlig rivning (plan) |
| ----------------- | ------ | ------------- | ----------- | ------------------------ | ------------------------- | ---------- | ------------------------------------------------------- | ---------------------- |
| Berkeley-1        | Magnox | 138 MWe       | 1957-01-01  | 1962-06-12               | 1962-06-12                | 1989-03-31 | 2023 (plan)                                             | 2070–2079              |
| Berkeley-2        | Magnox | 138 MWe       | 1957-01-01  | 1962-06-24               | 1962-10-20                | 1988-10-26 | 2023 (plan)                                             | 2070–2079              |
| Bradwell-1        | Magnox | 123 MWe       | 1957-01-01  | 1962-07-01               | 1962-07-01                | 2002-03-31 | November 2018                                           | 2083–2092              |
| Bradwell-2        | Magnox | 123 MWe       | 1957-01-01  | 1962-07-06               | 1962-11-12                | 2002-03-30 | November 2018                                           | 2083–2092              |
| Calder Hall-1     | Magnox | 49 MWe        | 1953-08-01  | 1956-08-27               | 1956-10-01                | 2003-03-31 | Defueling 2020                                          |                        |
| Calder Hall-2     | Magnox | 49 MWe        | 1953-08-01  | 1957-02-01               | 1957-02-01                | 2003-03-31 | Defueling 2020                                          |                        |
| Calder Hall-3     | Magnox | 49 MWe        | 1955-08-01  | 1958-03-01               | 1958-05-01                | 2003-03-31 | Defueling 2020                                          |                        |
| Calder Hall-4     | Magnox | 49 MWe        | 1955-08-01  | 1959-04-01               | 1959-04-01                | 2003-03-31 | Defueling 2020                                          |                        |
| Chapelcross-1     | Magnox | 48 MWe        | 1955-10-01  | 1959-02-01               | 1959-03-01                | 2004-06-29 | 2025 (plan)                                             | 2085–2095              |
| Chapelcross-2     | Magnox | 48 MWe        | 1955-10-01  | 1959-07-01               | 1959-08-01                | 2004-06-29 | 2025 (plan)                                             | 2085–2095              |
| Chapelcross-3     | Magnox | 48 MWe        | 1955-10-01  | 1959-11-01               | 1959-12-01                | 2004-06-29 | 2025 (plan)                                             | 2085–2095              |
| Chapelcross-4     | Magnox | 48 MWe        | 1955-10-01  | 1960-01-01               | 1960-03-01                | 2004-06-29 | 2025 (plan)                                             | 2085–2095              |
| Dungeness A-1     | Magnox | 225 MWe       | 1960-07-01  | 1965-09-21               | 1965-10-28                | 2006-12-31 | 2025 (plan)                                             | 2087–2097              |
| Dungeness A-2     | Magnox | 225 MWe       | 1960-07-01  | 1965-11-01               | 1965-12-30                | 2006-12-31 | 2025 (plan)                                             | 2087–2097              |
| Hinkley Point A-1 | Magnox | 235 MWe       | 1957-11-01  | 1965-02-16               | 1965-03-30                | 2000-05-23 | 2027 (plan)                                             | 2081–2090              |
| Hinkley Point A-2 | Magnox | 235 MWe       | 1957-11-01  | 1965-03-19               | 1965-05-05                | 2000-05-23 | 2027 (plan)                                             | 2081–2090              |
| Hunterston A-1    | Magnox | 150 MWe       | 1957-10-01  | 1964-02-05               | 1964-02-05                | 1990-03-30 | 2024 (plan)                                             | 2071–2080              |
| Hunterston A-2    | Magnox | 150 MWe       | 1957-10-01  | 1964-06-01               | 1964-07-01                | 1989-12-31 | 2024 (plan)                                             | 2071–2080              |
| Oldbury A-1       | Magnox | 217 MWe       | 1962-05-01  | 1967-11-07               | 1967-12-31                | 2012-02-29 | 2027 (plan)                                             | 2092–2103              |
| Oldbury A-2       | Magnox | 217 MWe       | 1962-05-01  | 1968-04-06               | 1968-09-30                | 2011-06-30 | 2027 (plan)                                             | 2092–2103              |
| Sizewell A-1      | Magnox | 210 MWe       | 1961-04-01  | 1966-01-21               | 1966-03-25                | 2006-12-31 | 2027 (plan)                                             | 2088–2097              |
| Sizewell A-2      | Magnox | 210 MWe       | 1961-04-01  | 1966-04-09               | 1966-09-15                | 2006-12-31 | 2027 (plan)                                             | 2088–2097              |
| Trawsfynydd-1     | Magnox | 195 MWe       | 1959-07-01  | 1965-01-14               | 1965-03-24                | 1991-02-06 | 2029 (plan)                                             | 2074–2083              |
| Trawsfynydd-2     | Magnox | 195 MWe       | 1959-07-01  | 1965-02-02               | 1965-03-24                | 1991-02-04 | 2029 (plan)                                             | 2074–2083              |
| Wylfa-1           | Magnox | 490 MWe       | 1963-09-01  | 1971-01-24               | 1971-11-01                | 2015-12-30 | 2026 (plan)                                             | 2097–2105              |
| Wylfa-2           | Magnox | 490 MWe       | 1963-09-01  | 1971-07-21               | 1972-01-03                | 2012-04-25 | 2026 (plan)                                             | 2097–2105              |

## Princip
Magnoxreaktorn använder koldioxid som kylmedium. Koldioxiden cirkulerar genom en härd med grafit som moderator där grafiten har hålrum för bränsleelementen. Bränslet består av naturligt uran i behållare av en magnesiumlegering kallad Magnox. 
De första reaktorerna hade som en viktig uppgift att genom att bestråla Uran-238 leverera Plutonium-239 till det brittiska kärnvapenprogrammet. På grund av detta krav var följande förhållanden betydelsefulla i konstruktionen:
- Reaktorn skulle kunna gå på naturligt uran (0,7 % Uran-235), för att inte vara beroende av kostsamma och tidsödande processer för anrikning av uran.
- Med naturligt uran som bränsle är i princip enbart tungt vatten eller grafit tänkbara moderatorer. Här blev valet grafit.
- Konstruktionen måste medge bränslebyte under drift, då plutonium av vapenkvalitet kräver en relativt kort bestrålningstid i storleksordning veckor eller månader. Om bränslet bestrålas "för länge" uppstår oönskade isotoper som kan göra det producerade plutoniet oanvändbart för kärnvapen.

En reaktor som har naturligt uran som bränsle ger en relativt låg effekt i förhållande till härdens volym och förhållandevis liten mängd energi per ton uranbränsle vilket inte är optimalt för elproduktion.
Så småningom utvecklades en efterföljare advanced gas-cooled reactor (AGR), också grafitmodererad och gaskyld, men med bränsle i form av pellets med anrikad urandioxid (med anrikning 2,3 %) med kapsling av rostfritt stål vilket gav bättre ekonomi för elproduktion.